# Munizipalität Tetrizqaro
Die Munizipalität Tetrizqaro (georgisch თეთრიწყაროს მუნიციპალიტეტი, Tetrizqaros munizipaliteti) ist eine Verwaltungseinheit (etwa entsprechend einem Landkreis) in der Region Niederkartlien im südlichen Zentralteil Georgiens.

## Geographie
Verwaltungszentrum der Munizipalität ist die Kleinstadt Tetrizqaro. Die 1174,5 km² große Munizipalität grenzt im Westen an die Munizipalität Zalka, im Südwesten an die Munizipalität Dmanissi, im Süden an die Munizipalität Bolnissi, im Südosten an die Munizipalität Marneuli und im Osten an die Munizipalität Gardabani, alle ebenfalls in der Region Niederkartlien, im Nordosten an das Territorium der Hauptstadt Tiflis und die Munizipalität Mzcheta der Region Mzcheta-Mtianeti sowie im Norden an die Munizipalität  Kaspi der Region Innerkartlien.
Die westsüdwestlich der georgischen Hauptstadt Tiflis gelegene Munizipalität umfasst hauptsächlich den Bereich der östlichen Ausläufer des Trialeti-Gebirges zwischen dem Kura-Tal beziehungsweise der Niederkartlischen Ebene im Osten bis Südosten und dem Tetrizqaro-Plateau im Westen. Der Hauptkamm des Trialeti-Gebirges erreicht im äußersten Nordwesten der Munizipalität mit einem namenlosen Gipfel eine Höhe von 2250 m über dem Meeresspiegel; nach Osten fällt er allmählich auf etwa 1500 m ab. Im westlichen Teil der Munizipalität ist der parallel verlaufende Bedeni-Kamm am gleichnamigen Hauptgipfel 1875 m hoch, während die Berge im Südwest- und Zentralteil des Gebietes von gut 1700 m im Westen auf um 1200 m im Osten abfallen. Der südöstliche Teil der Munizipalität liegt im Randbereich der Niederkartlischen Ebene. Von Nordwesten nach Südosten durchfließt der rechte Kura-Nebenfluss Algeti das Gebiet.

## Bevölkerung und Verwaltungsgliederung
Die Munizipalität hat 22.500 Einwohner (Stand: 2021). Die Einwohnerzahl war mit 21.127 Einwohnern (2014) gegenüber der vorangegangenen Volkszählung (25.354 Einwohner 2002) um ein Sechstel gesunken, etwa entsprechend dem Landesdurchschnitt. Zuvor war die Bevölkerungszahl seit den 1930er-Jahren (Maximum 44.421 Einwohner 1939) zumeist gesunken, mit Ausnahme eines leichten Anstiegs in den 1980er-Jahren, und besonders stark im Jahrzehnt nach dem Zerfall der Sowjetunion.
Bevölkerungsentwicklung
Anmerkung: Volkszählungsdaten

Etwa 74,0 % der Einwohner sind Georgier. Daneben sind 10,4 % der Einwohner Armenier, 6,5 % Aserbaidschaner, 5,0 % Griechen und 2,7 % Russen (Stand 2002).
Die größten Ortschaften neben der Stadt Tetrizqaro (3093 Einwohner) sind mit jeweils über 750 Einwohnern die Dörfer Assureti, Koda, Manglissi, Waschlowani und Zinzqaro (2014).
Die Munizipalität gliedert sich in den eigenständigen Hauptort Tetrizqaro sowie 19 Gemeinden (georgisch temi, თემი beziehungsweise bei nur einer Ortschaft einfach „Dorf“, georgisch sopeli, სოფელი) mit insgesamt 91 Ortschaften, davon 13 ohne ständige Einwohner:
| Gemeinde            | Anzahl Ortschaften | Einwohner (2014) |
| ------------------- | ------------------ | ---------------- |
| Achalsopeli         | 4                  | 209              |
| Assureti            | 3                  | 1560             |
| Borbalo             | 4                  | 1831             |
| Chaischi            | 1                  | 491              |
| Dagheti             | 2                  | 544              |
| Dschordschiaschwili | 6                  | 1470             |
| Durnuki             | 2                  | 70               |
| Golteti             | 1                  | 385              |
| Iraga               | 8 1                | 714              |
| Kldeissi            | 2 1                | 28               |
| Koda                | 2                  | 3586             |
| Manglissi           | 2                  | 1593             |
| Marabda             | 3                  | 488              |
| Orbeti              | 15 2               | 506              |
| Schechwetila        | 10 1               | 141              |
| Toneti              | 4 1                | 559              |
| Tschchikwta         | 8                  | 476              |
| Tschiwtschawi       | 12 3               | 918              |
| Zinzqaro            | 2                  | 2465             |

## Geschichte
Das Gebiet der Munizipalität gehörte nach dem Zerfall des mittelalterlichen Königreiches Georgien im 16. Jahrhundert zum unabhängigen Königreich Kartlien, dann zum 1762 vereinigten Kartlien-Kachetien. Während der Zugehörigkeit zum Russischen Reich ab 1801 lag es überwiegend im westlichen Teil des Ujesds Tiflis des Gouvernements Tiflis, der südöstliche Teil in dessen Ujesd Bortschali.
Nachdem der Ujesd in den Anfangsjahren der Sowjetunion weiter bestanden hatte, wurde 1930 der eigenständige Rajon Agbulach ausgegliedert; Agbulach war in dieser Zeit der aufgrund der damaligen Bevölkerungsmehrheit turksprachige Name des Hauptortes in seiner russifizierten Form (im modernen Aserbaidschanisch Ağbulaq), gleichbedeutend mit der georgischen Form Tetrizqaro und dem zuvor offiziellen russisch Bely Kljutsch, übersetzt „Weiße Quelle“. 1940 wurde die georgische Form für Ort und Rajon offiziell (russifiziert Tetri-Zkaro). Nach Erlangung der Unabhängigkeit Georgiens wurde der Rajon 1995 der neu gebildeten Region Niederkartlien zugeordnet und 2006 in eine Munizipalität umgebildet.

## Verkehr
Durch den äußersten Südosten der Munizipalität verläuft die internationalen Fernstraße S6 von Tiflis über Marneuli zur armenischen Grenze, Teil der Europastraße 117 sowie auf diesem Abschnitt auch der Europastraße 001. Bei Koda zweigt die Nationalstraße Sch31 (შ31) ab, die die gesamte Munizipalität von Ost nach West durchquert und weiter über Zalka nach Ninozminda führt. Im Süden verläuft die Nationalstraße Sch33 (შ33) von Marneuli kommend über Tetrizqaro weiter ebenfalls nach Zalka. Bei Tetrizqaro besteht mit der Sch34 (შ34) eine Querverbindung zwischen beiden Routen, während die Sch35 (შ35) eine Verbindung von Tetrizqaro in den südlich benachbarten Munizipalitätssitz Bolnissi darstellt. Im Nordosten existiert mit der Sch36 (შ36) eine kürzere, jedoch schlechter ausgebaute Querverbindung von der Sch31 bei Manglissi in die Hauptstadt Tiflis.
Im Süden verläuft über Tetrizqaro die Bahnstrecke Marabda–Achalkalaki der Georgischen Eisenbahn. Die in den 1980er-Jahren eröffnete Strecke wurde ab 2007 umfassend modernisiert, um durch Verlängerung ins türkische Kars Anschluss an das Netz der Türkischen Staatsbahn zu erlangen und Teil der neuen Bahnverbindung zwischen Aserbaidschan und der Türkei (Baku–Tiflis–Kars) zu werden.